# Sergueï Kovaltchouk (football, 1973)
Pour les articles homonymes, voir Kovaltchouk.
Ne doit pas être confondu avec Sergey Kovalchuk.
Sergueï Petrovitch Kovaltchouk (en russe : Сергей Петрович Ковальчук) ou Siarheï Piatrovitch Kavaltchouk (en biélorusse : Сяргей Пятровіч Кавальчук) est un footballeur et entraîneur de football biélorusse né le 16 décembre 1973 à Brest. 

## Biographie
Né et formé dans la ville de Brest, Sergueï Kovaltchouk évolue dans un premier temps à l'échelon local sous les couleurs de l'Impouls entre 1990 et 1991 avant de rejoindre en 1992 le Brestbytkhim Brest (en) pour qui il joue cinq saisons entre 1992 et 1996, disputant alors la deuxième et la troisième division biélorusse (en), suivant notamment le club dans son déplacement dans la ville de Kobryn en 1996. Il fait par la suite son retour à Brest dès la mi-saison 1996 en signant au Dinamo Brest, avec qui il évolue jusqu'en 2004, cumulant 176 rencontres en championnat pour 15 buts inscrits durant cette période avant de mettre un terme à sa carrière à la fin de cette dernière année à l'âge de 31 ans.
Dans la foulée de sa fin de carrière, Kovaltchouk est engagé au sein de l'encadrement technique du Dinamo Brest où il occupe dans un premier temps le poste d'adjoint, effectuant notamment l'intérim à la tête de l'équipe au mois d'août 2009 avant de le devenir à temps plein dans un premier temps entre juillet 2011 et juillet 2012 puis entre septembre 2013 et novembre 2016, dirigeant dans chaque cas le club au cours de périodes difficiles financièrement ou sportivement.
Devenant par la suite directeur sportif du club en novembre 2019, son passage à ce dernier poste voit le club remporter la Coupe de Biélorussie à deux reprises en 2017 et 2018, la finale de la dernière étant notamment dirigée par lui-même à l'occasion d'un nouveau bref intérim au mois de mai 2018, ainsi que le championnat biélorusse en 2019.
À la suite du départ de l'entraîneur Marcel Lička (en) à la fin de cette dernière année, Kovaltchouk reprend le poste d'entraîneur principal pour la saison 2020,. Il dirige cette année-là le club dans la Supercoupe de Biélorussie, remportée face au Chakhtior Salihorsk puis en finale de la Coupe de Biélorussie, perdue quant à elle contre le BATE Borisov. Il quitte ses fonctions en mai 2022 alors qu'un mauvais début de saison place le Dinamo dans les places de relégations avec seulement quatre points en neuf rencontres.

## Statistiques

### Statistiques de joueur
| Saison                | Club                  | Championnat           | Championnat | Championnat | Coupe(s) nationale(s) | Coupe(s) nationale(s) | Total | Total |
| Saison                | Club                  | Division              | M.          | B.          | M.                    | B.                    | M.    | B.    |
| 1996                  | Dinamo Brest          | D1                    | 5           | 0           | -                     | -                     | 5     | 0     |
| 1997                  | Dinamo Brest          | D1                    | 24          | 4           | -                     | -                     | 24    | 4     |
| 1998                  | Dinamo Brest          | D1                    | 8           | 0           | -                     | -                     | 8     | 0     |
| 1999                  | Dinamo Brest          | D1                    | 21          | 1           | -                     | -                     | 21    | 1     |
| 2000                  | Dinamo Brest          | D1                    | 25          | 3           | -                     | -                     | 25    | 3     |
| 2001                  | Dinamo Brest          | D1                    | 23          | 2           | -                     | -                     | 23    | 2     |
| 2002                  | Dinamo Brest          | D1                    | 25          | 2           | -                     | -                     | 25    | 2     |
| 2003                  | Dinamo Brest          | D1                    | 28          | 2           | -                     | -                     | 28    | 2     |
| 2004                  | Dinamo Brest          | D1                    | 17          | 1           | -                     | -                     | 17    | 1     |
| Total sur la carrière | Total sur la carrière | Total sur la carrière | 176         | 15          | -                     | -                     | 176   | 15    |

### Statistiques d'entraîneur
| Dinamo Brest (intérim) | 6 août 2009       | 15 septembre 2009 | 3   | 0  | 1  | 2   | 0,0  |
| Dinamo Brest           | 13 juillet 2011   | 8 juillet 2012    | 34  | 10 | 8  | 16  | 29,4 |
| Dinamo Brest           | 25 septembre 2013 | 27 novembre 2016  | 107 | 35 | 18 | 54  | 32,7 |
| Dinamo Brest (intérim) | 11 mai 2018       | 28 juin 2018      | 8   | 4  | 4  | 0   | 50,0 |
| Dinamo Brest           | 1er janvier 2020  | 24 mai 2022       | 87  | 34 | 22 | 31  | 39,1 |
| Total                  | Total             | Total             | 239 | 83 | 53 | 103 | 34,7 |

## Palmarès d'entraîneur
Dinamo Brest
- Vainqueur de la Coupe de Biélorussie en 2018.
- Vainqueur de la Supercoupe de Biélorussie en 2020.
- Finaliste de la Coupe de Biélorussie en 2020.